# M44 (dispositivo de cianuro)
El M44 dispositivo de cianuro (también llamado 'pistola de cianuro' o 'trampa de cianuro') se utiliza para la eliminación de los depredadores del ganado, tales como los coyotes culpados por la pérdida de las ganancias. Se atrae a los depredadores con un olor atractivo, a menudo un trozo de cebo pequeño, entonces se usa un resorte pequeño para impulsar la dosis de cianuro de sodio en la boca del depredador. El cianuro de sodio se combina con agua en la boca para producir gas de cianuro venenoso.
El M44 fue inventado en 1960 para reemplazar un conocido dispositivo diferente como un coyote-comprador, el cual hizo el uso del cianuro en polvo expulsado por una base. El M44 reduce el riesgo para los humanos del dispositivo anterior. Ellos son considerados relativamente seguro debido al alto nivel de selectividad se suponen que deben pagar.
El uso del dispositivo M44 ha sido criticado por grupos ambientales y de bienestar animal, como los dispositivos tienen muchas víctimas no buscadas, incluyendo mascotas y especies en peligro, fuertemente indicativo de una falta de selectividad, en lugar del supuesto alto nivel. En 2003, el Señor Dennis Slaugh de Vernal, Utah, fue en tierras públicas y confundió un M-44 por un marcador encuesta. Cuando el lo saco, el dispositivo disparo polvo de cianuro de sodio en su cara y pecho causándole que se volviera violentamente enfermo. En febrero de 2006, un dispositivo M44 asesinó al perro de un hombre en Utah, entonces el perro y el dueño estaban caminando a través de tierra pública. El hombre estaba también afectado por el cianuro en el dispositivo, y está buscando compensación del Departamento de Agricultura de los Estados Unidos, también con el departamento de agricultura y comida de Utah.